# Puente Aranda
Puente Aranda è una località del distretto della capitale di Bogotà, in Colombia. È designato ufficialmente come distretto (località) numero 16.